# Stanisław Appenzeller
Stanisław (Stan) Appenzeller (29 tháng 3 năm 1901 tại Menton, Pháp – 1980 tại Seillans, Pháp) là một họa sĩ và nhà báo người Ba Lan.

## Tiểu sử
Ông thừa nhận mình là người Thụy Sĩ gốc Ba Lan, nhưng không chứng minh được điều đó. Cha của ông Zygmunt, sinh ra ở Stanisławów và được giáo dục ở Wien, là một nhà hóa học và vi khuẩn học, một trong những người sáng lập nhà điều dưỡng Menton-Gorbio, mẹ ông, Agnes Wolff, còn có tên là Inez, xuất thân từ một gia đình người Đức định cư ở Argentina.
Ngay từ khi còn nhỏ, Stanisław đã vẽ tranh phong cảnh bằng màu nước. Năm 12 tuổi, theo truyền thống gia đình, ông đi du học ở Thụy Sĩ. Được cha nuôi dưỡng theo tinh thần yêu nước Ba Lan, năm 1918, ông bắt đầu học tại các trường quân sự Ba Lan, và sau đó trở thành một phi công, phục vụ trong Quân đội Ba Lan. Cho đến năm 1921, ông đã tham gia Chiến tranh Liên Xô - Ba Lan, nhưng một tai nạn nghiêm trọng đã làm gián đoạn sự nghiệp quân sự của ông và trở thành một trong những lý do để ông chuyển sang học vẽ tại Học viện Mỹ thuật ở Krakow sau khi nghỉ dưỡng và xuất ngũ. Trong những năm 1923-, ông theo học tại studio của Władysław Jarocki. Vào những năm 1930, Appenzeller thường ghé thăm Kazimierz, nơi ông đã gặp và kết bạn với cặp vợ chồng Jerzy và Maria Kuncewicz. Tại ngôi nhà của Kuncewicz, có thể tìm thấy chân dung của Appenzeller, được chụp từ những năm 50. Gia đình Kuncewicz cũng đã đến thăm ông ở Provence.
Năm 1936, cùng với Halina Jastrzębowska-Kenarowa làm ủy viên, ông đã tổ chức một cuộc triển lãm các tác phẩm của các thành viên của Khối ZAP trong hội trường của lâu đài ở Rapperswil, bắt đầu các hoạt động của Bảo tàng Đương đại Ba Lan.. W 1938 został wybrany do władz Bloku Năm 1938, ông được bầu vào ban điều hành của Khối [7]. Trong cùng năm đó, ông đã nhận được huy chương đồng cho bức tranh Judas, một tác phẩm tôn giáo hoành tráng, được trưng bày tại Salon của Hiệp hội Khuyến khích Mỹ thuật. Ngoài những bức tranh có nội dung phong phú, ông còn vẽ tĩnh vật và phong cảnh, ký họa phong cảnh trong các chuyến đi đến Hy Lạp, bao gồm cả Núi Athos.
Ông trở lại Côte d'Azur vào năm 1939, sống với vợ trong nhà của cha mẹ ông ở Nice.
Từ năm 1955 đến năm 1980, cuối cùng ông định cư tại Seillans, Provence-Alpes-Côte d'Azur, nơi Max Ernst và vợ Dorothea Tanning cũng đã dành 12 năm cuối đời cho đến khi qua đời vào năm 1976. Có một bộ sưu tập hơn 800 tác phẩm của Appenzeller, chủ yếu là tranh chân dung và phong cảnh, được trình bày cùng với các tác phẩm của Ernst và Tanning tại aison Waldberg.